# バーフライ
『バーフライ』（原題: Barfly）は1987年に製作されたアメリカ合衆国の映画。チャールズ・ブコウスキーが脚本を手がけた。日本語字幕は古田由紀子。

## あらすじ
埋もれた才能を持ちながらも酒浸りの日々を過ごす作家のヘンリーと人生に幻滅を抱くワンダを中心とした、バーに集う人間模様を描いている。

## キャスト
- ヘンリー：ミッキー・ローク
- ワンダ：フェイ・ダナウェイ
- タリー：アリス・クリーグ
- エディ：フランク・スタローン
- チャールズ・ブコウスキー（カメオ）

## 音楽
- Hip Hug-Her / ブッカー・T&ザ・MG's
- Nine Below Zero / The Nighthawks
- Silver Threads Among the Gold / Shot Jackson and Friends
- Hair Street / ジョン・ルーリー
- 25th Piano Concerto in C. K603  / アレクサンドル・スクリャービン
- Poem of Ecstasy / アレクサンドル・スクリャービン
- Exsultate, Jubilate, K166 / ヴォルフガング・アマデウス・モーツァルト
- Piano Concerto No. 4 / ルートヴィヒ・ヴァン・ベートーヴェン
- Born Under a Bad Sign / アルバート・キング
- The Sermon / ジミー・スミス
- Theme for Ernie / ジョン・コルトレーン